# Vitchouga
Vitchouga (en russe : Вичуга) est une ville de l'oblast d'Ivanovo, en Russie, et le centre administratif du raïon de Vitchouga. Sa population s'élevait 36 100 habitants en 2014.

## Géographie
Vitchouga est située à 16 km au nord-est de Rodniki, à 30 km au sud-ouest de Kinechma, à 60 km au nord-est d'Ivanovo et à 310 km au nord-est de Moscou.

## Histoire
La mention la plus ancienne de Vitchouga date de 1504 ; elle est citée comme la volost de Vitchiouga et plus tard le village de Vitchouga. En 1925, Vitchouga fusionna avec d'autres villages voisins pour former la ville de Vitchouga.

## Population
La situation démographique de Vitchouga accusait en 2001 un inquiétant déficit naturel de 15,2 pour mille, avec un faible taux de natalité de 7,8 pour mille et un taux de mortalité très élevé de 23 pour mille.
Recensements (*) ou estimations de la population
| 1926*  | 1939*  | 1959*  | 1970*  | 1979*  | 1989*  |
| ------ | ------ | ------ | ------ | ------ | ------ |
| 24 794 | 46 931 | 51 676 | 52 597 | 51 963 | 49 745 |

| 2002*  | 2006   | 2010*  | 2012   | 2013   | 2014   |
| ------ | ------ | ------ | ------ | ------ | ------ |
| 40 870 | 39 236 | 37 583 | 36 897 | 36 537 | 36 100 |

## Économie
Vitchouga est un important centre de l'industrie textile, dont les principales entreprises sont :
- AOOT Vitchougskaïa priadilno-tkatskaïa fabrika imeni N. R. Chagova (АООТ "Вичугская прядильно-ткацкая фабрика им. Н.Р.Шагова") : filature et tissage de coton et de laine.
- AOOT Otdelotchnaïa fabrika "Krasny Oktiabr" (АООТ "Отделочная фабрика 'Красный Октябрь'") : tissage de coton, vêtements, costumes, draps.
- OAO Vitchougskaïa manoufaktoura (ОАО "Вичугская мануфактура") : filés et tissus de coton, ouate, vêtements.

On trouve également à Vitchouga des usines de constructions mécaniques et de travail du bois.